# Caribou (1744)
Il Caribou fu un vascello di linea francese da 52 cannoni che prestò servizio nella Marine royale dal 1748 al 1761. Era una delle rare grandi navi da guerra francesi costruite in Canada.

## Storia
Con il lungo periodo di pace iniziato con l'Inghilterra nel 1713 e il bilancio ridotto ad esso assegnato, il Ministero della Marina fu costretto a fare delle scelte. La costruzione della grandi navi a tre ponti armate con più di 80 cannoni fu quasi abbandonata a favore di navi a due ponti armate con artiglieria leggera.
Fu così che fino alla guerra di successione austriaca furono varate poco più di una dozzina di navi da 44 a 56-58 cannoni, più simili a grandi fregate che a vascelli di linea, riservate alle missioni all'estero. A partire dal 1738, su richiesta delle autorità locali, il Ministero della Marina aveva cercato di costruire vascelli militari in Canada al fine di sfruttare le enormi foreste della regione. Purtroppo il legno canadese, per le sue dimensioni, era più adatto alla costruzione di piccole unità e si stagionava male a causa del clima, cosa che limitava fortemente la durata di vita delle navi. Un ingegnere navale, René Nicolas Levasseur, fu inviato a Québec per occuparsi del cantiere e della costruzione delle navi. Il vascello da 54 cannoni Caribou fu costruito per la Marine royale sotto la direzione del costruttore navale Levasseur presso il cantiere navale situato sulle rive del fiume Saint-Charles, a Québec, Nuova Francia. La nave, messa sullo scalo secondo i piani costruttivi degli ingegneri costruttori di Rochefort,  fu impostata nel giugno 1742, varata il 13 maggio 1744 ed entrò in servizio nel luglio dello stesso anno. Si trattava di nave di linea a due ponti armata con ventidue cannoni da 18 libbre sulla sua prima batteria con undici portelli per lato, ventiquattro cannoni da 8 sulla sua seconda batteria con dodici portelli per lato, e sei cannoni da 4 sul castello di prua. Non sono note le qualità nautiche del Caribou, il cui equipaggio era compreso era di 300 tra sottufficialie marinai e 5 ufficiali.

### Le missioni nelle Indie Occidentali e nell'Île Royale (1744 – 1746)
Il Caribou entrò in servizio quando riprese la guerra tra Francia e Inghilterra, e il vascello lasciò il Québec per svolgere la sua prima missione a Louisbourg. Insieme all'Ardent da 64 cannoni doveva proteggere il commercio coloniale pattugliando l'
Île Royale sulla rotta dei mercanti in arrivo o in partenza dal Canada. In una data sconosciuta (fine 1744 o inizio 1745), le due navi tornarono in Francia dove il Caribou passò allora agli ordini del conte Emmanuel-Auguste Cahideuc Dubois de La Motte.
Fu integrata nella piccola divisione di Henri François des Herbiers, marchese de l'Estenduère incaricata di proteggere il commercio nelle Indie Occidentali. Il Caribou scortò un grande convoglio tra la Francia e Santo Domingo in primavera e ne ha riportò un altro in Francia in novembre.
Durante l'estate del 1745, la fortezza di Louisbourg, che proteggeva l'accesso al Canada, aveva capitolato. Questa sconfitta provocò una forte reazione militare da parte della corte di Versailles che decise di riconquistare la fortezza lanciando una potente spedizione. Sull'isola di Aix furono riunite dieci navi di linea, tre fregate, tre bombarde, più di sessanta navi da trasporto e una forza d'attacco di 3.500 soldati. Tra la scorta vi era il Caribou, affidato a Monsieur de Noailles. La squadra, comandata da Jean-Baptiste Louis Frédéric de La Rochefoucauld de Roye duca d'Anville, salpò il 22 giugno 1746, ma dalle Azzorre incontrò venti contrari che rallentarono notevolmente la traversata.
Essendo stata molto lunga l'attesa sull'isola di Aix, alcuni dei rifornimenti si erano deteriorati e molti uomini risultavano già malati prima della partenza. Man mano che il viaggio procedeva, gli equipaggi furono gradualmente colpiti dal tifo e dallo scorbuto. L'equipaggio del Caribou soffrì notevolmente: dei 300 uomini a bordo, ben presto ne rimasero solo una quarantina in grado di manovrare. Quando finalmente la spedizione arrivò davanti all'Île Royale verso il 15 settembre, un terribile uragano disperse le navi di scorta e quelle da trasporto. Dopo quattro giorni trascorsi nel vano tentativo di ricongiungersi al duca d'Anville, il comandante de Noailles decise di ritornare in Francia. Raggiunto durante il viaggio dalla fregata Argonaute, il Caribou ancorò a Brest il 10 ottobre, dopo essere stato per mare per più di 100 giorni. Era riuscito anche a eludere il blocco inglese, cosa che non avvenne per tutte le altre navi, dopo che si constatò il completo fallimento della spedizione. Le ultime navi non rientrarono che a dicembre.
Nel 1747, dopo soli due anni di servizio, il Caribù scomparve dalle operazioni militari. La nave, che si stava rapidamente deteriorando a causa della scarsa qualità del legno adoperato per la sua costruzione, fu dismessa. Nel 1748 fu immagazzinata come pontone a Brest. Alcune fonti affermano che fosse utilizzato come flûte royale, cioè come nave da trasporto, ma non se ne trova traccia nelle operazioni di rifornimento all'estero (in particolare in Canada). Nel 1757, il Caribou fu radiato e poi demolito nel 1760 o 1761.

### Bibliografiche
1. 1 2  Aghqc.
2. 1 2 3 4 5 6  Three Decks.
3. 1 2 3 4 5 6  Dictionaire biographique du Canada.
4. ↑  Meyer, Acerra 1994, p. 80.
5. ↑  Meyer, Acerra 1994, pp. 90-91.
6. ↑  Chaline 2016, pp. 220-221.
7. ↑  Villiers 2015, p. 122.
8. 1 2  Taillemite 2002, p. 146.
9. ↑  Lacour-Gayet 1910, pp. 191-192.
10. ↑  Troude 1867, p. 309.
11. 1 2  Monaque 2016, p. 131.
12. 1 2  Frégault 1948, pp. 44-46.
13. ↑  Frégault 1948, p. 51.
14. 1 2  Frégault 1948, pp. 51-52.

### Esplicative
1. ↑  Ingegnere del re che, dal 1740 al 1750, riuscì a creare in Canada una intera squadra navale, compreso il Caribou, che rimase l'unico vascello da 52 cannoni costruito in Québec.